# Subsecretari de stat în Guvernul Barbu Știrbei
În Guvernul Barbu Știrbei au fost incluși și subsecretari de stat, provenind de la diverse partide.

## Subsecretari de stat
- Subsecretar de stat la Ministerul de Interne

Nicolae Căpităneanu (4 - 20 iunie 1927)
- Subsecretar de stat la Ministerul Comunicațiilor (pentru Căile Ferate Române)

Alexandru Periețeanu (6 - 20 iunie 1927)
- Subsecretar de stat la Ministerul de Finanțe

Sever Dan (6 - 20 iunie 1927)
- Subsecretar de stat la Ministerul Agriculturii și Domeniilor

Gheorghe Cipăianu (6 - 20 iunie 1927)

## Sursa
- Stelian Neagoe - "Istoria guvernelor României de la începuturi - 1859 până în zilele noastre - 1995" (Ed. Machiavelli, București, 1995)